# Funicularul Lavra
Funicularul Lavra (în portugheză Ascensor do Lavra) este un funicular pentru transport public de persoane care funcționează pe strada Calçada do Lavra, în Lisabona, capitala Portugaliei. Inaugurat în 1884, Lavra este cel mai vechi dintre funicularele orașului și realizează corespondența între strada Câmara Pestana (17 m alt.) și piața Largo da Anunciada (59 m alt.).
Din 1914 funicularul se află în proprietatea societății Companhia de Carris de Ferro de Lisboa și a fost clasificat monument național pe data de 19 februarie 2002, prin decretul-lege nr. 5/2002.

## Istoric
Funicularul Lavra a fost construit de inginerul portughez Raoul Mesnier du Ponsard, care a mai realizat numeroase astfel de lucrări publice similare, și a fost inaugurat pe 19 aprilie 1884.
Funicularul a fost închis din cauza unei avarii între 8 iulie și 12 august 2011, întârzierea redeschiderii datorându-se faptului că societatea Carris a fost nevoită să aștepte furnizarea materialelor necesare pentru reparații.

## Caracteristici
Funicularul este constituit din două vehicule bidirecționale identice, identificate cu numerele 1 și 2. Între cele două cabine ale vatmanului se află incinta pentru pasageri, alcătuită dintr-un culoar median și două rânduri de bănci, dispuse de-a stânga și de-a dreapta culoarului, pe partea cu geamurile, băncile din stânga și cele din dreapta fiind perfect aliniate orizontal. Extremitatea din față (atunci când vehiculul coboară) este mai înaltă decât cea din spate, precum la Funicularul Glória, aspect care îl deosebește de multe alte funiculare. Intrarea și ieșirea din fiecare vehicul se fac prin două uși echipate cu bariere extensibile, amplasate de ambele părți ale cabinei vatmanului, la capătul vehiculului având cea mai mică diferență de nivel față de carosabil.  
Traseul funicularului este de 188 m, având o declivitate medie de 22,9%, pe o șină dublă cu ecartamentul de 900 mm încastrată în pavajul străzii, și cu o fantă centrală între cele două șine pentru conectarea cablului. Vehiculele sunt acționate prin intermediul unor motoare de tip Maley 234.
Capacitatea maximă a unui vehicul este de 22 de călători pe scaune + 20 de călători în picioare la o călătorie.